# Milichiella solitaria
Milichiella solitaria är en tvåvingeart som först beskrevs av Lamb 1914.  Milichiella solitaria ingår i släktet Milichiella och familjen sprickflugor. Inga underarter finns listade i Catalogue of Life. Enligt Catalogue of Life är artens utbredningsområde Seychellerna och Uganda.